# عقد 380 هـ
عقد 380 هـ هو الفترة بين عام 380 إلى 389 في التقويم الهجري، أي العشر سنوات التاسعة من القرن الرابع الهجري.